# 마이즈루항
마이즈루항(일본어: 舞鶴港 마이즈루코[*])은 동해에 접하고 있는 마이즈루만에 있는 항구이다. 소재지는 교토부 마이즈루시에 예속되며, 항만 관리자는 교토부이다. 항만법으로는 중요항만을, 항칙법상으로는 특정항으로 각각 지정된 항구이다. 그래서 이 항구는 2004년부터 교토(京都)라는 이름이 부여됨에 따라, 교토-마이즈루항(京都舞鶴港)이라는 호칭을 사용한다.
그러나 해당 항구는 1901년(메이지 34년)에 정식으로 개항하였고, 통계 수치는 2017년을 기준으로, 환적한 화물량은 1,161만 톤이다. 다만 입항한 컨테이너 수는 19,272 TEU이며 그 중 수입은 13,402 TEU이지만 여객 수는 연간 누적 72,538명이 이 항구를 다녀간 셈이며 크레인 역시 5기를 보유하고 있다.
또한 이 항구는 화물선을 위주로 운항하고 있으나, 대한민국으로 향하는 국제선 배편 노선인 DBS크루즈훼리의 이스턴드림호를 이용하여 동해항까지 향하는 국제선 배편도 물론 운항하고 있다. 그리고 이 항구가 동항과 서항으로 나뉘는 특이한 일본의 항구이며, 장래에는 포항시까지 이어주는 뱃길도 운항할 계획을 가질 것으로 예측된다. 그 외에도 항구 주변에 공업단지가 조성되어 있어, 교토부의 중심 관문 항구와 연결되어 있어 지리적 여건상 우수한 장소로 손을 꼽힌다.

## 사진첩

마이즈루항의 풍경
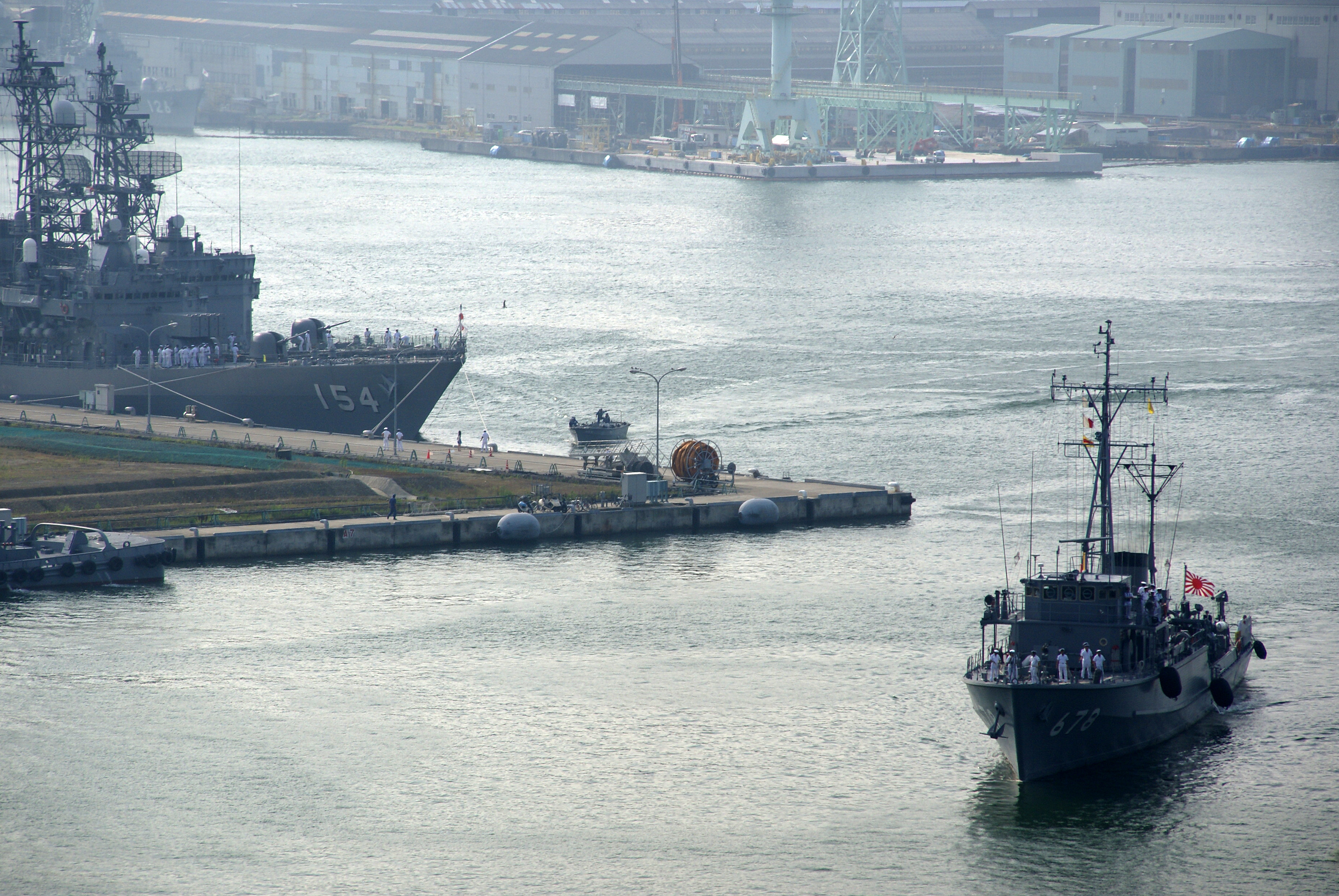
마이즈루동항에 소재하고 있는 해상자위대 북급 선창
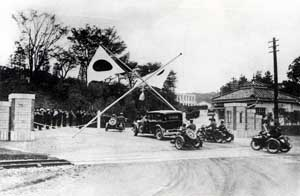
마이즈루 진수부
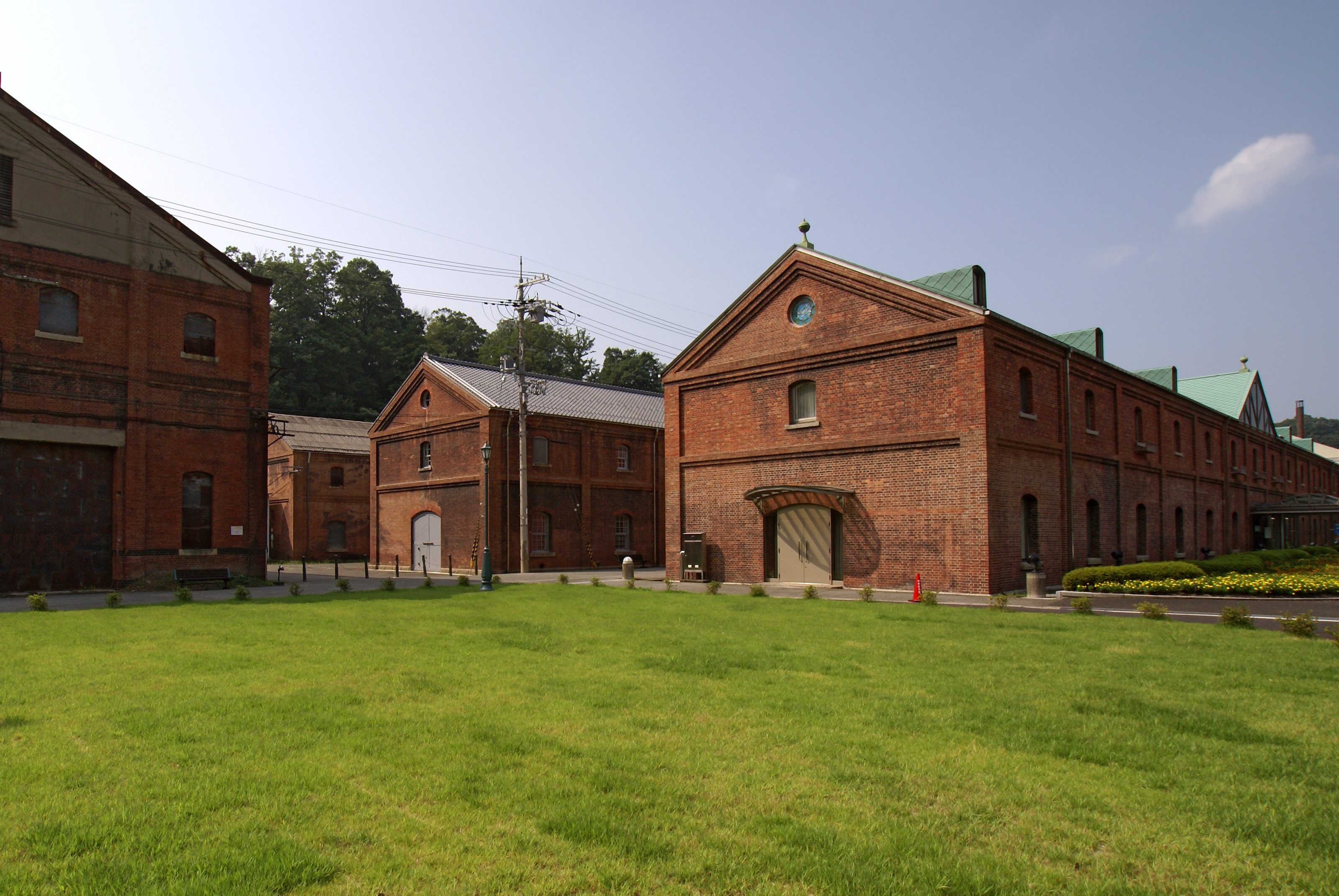
일본의 중요문화재로 지정되어 있는 마이즈루 아카렌가 창고군

## 같이 보기
- 마이즈루 창고
- 마이즈루항 선
- 마이즈루 기지, 해상자위대